# Patrick Tubach
Patrick "Pat" Tubach é um especialista em efeitos especiais. Em 2013, foi nomeado ao Óscar 2013 na categoria de Melhores Efeitos Especiais por Star Trek Into Darkness e, em 2013, nomeado à mesma categoria da premiação por Star Wars: The Force Awakens. Em 2019, foi nomeado ao Óscar 2019 na categoria de Melhores Efeitos Visuais por Solo: A Star Wars Story.